# Deutscher Schwimmpass
Der Deutsche Schwimmpass ist eine dreistufige Qualifikation im Schwimmen. Die Prüfungen zu den Schwimmabzeichen können altersunabhängig von Kindern, Jugendlichen und Erwachsenen abgelegt werden.
Die Prüfungsleistung werden in der „Deutschen Prüfungsordnung Schwimmen“ festgelegt. Herausgegeben wird diese von den im Bundesverband zur Förderung der Schwimmausbildung (BFS) zusammengeschlossenen Schwimmsport treibenden Verbänden.

## Deutscher Schwimmpass seit 2020
Die Leistungen des seit dem 1. Januar 2020 ausgegebenen dreistufigen Deutschen Schwimmabzeichens werden in einer Novelle der Deutschen Prüfungsordnung Schwimmen beschrieben. Darin wurden die einzelnen Stufen vielfach neu formuliert und konkretisiert, und die Regeln für Kinder und Erwachsene vereinheitlicht. So müssen etwa beim Bronze-Abzeichen nicht mehr 200 m in 15 min (Jugend) bzw. 7 min (Erwachsene unter 30) geschwommen werden, sondern es muss 15 min ohne Pause geschwommen werden und in dieser Zeit müssen mindestens 200 m (in einer Mischung aus beiden Lagen) zurückgelegt werden. Zusätzlich wurden weitere Elemente wie z. B. die Fertigkeit des Tauchens und verschiedene Sprünge verpflichtend hinzugefügt. Aufgegeben wurde die Differenzierung der zu erreichenden Zeiten nach Alter des Prüflings. Die Gestaltung der Abzeichen wurde vom Deutschen Jugendschwimmpass übernommen.
| Deutsches Schwimmabzeichen – Bronze | Deutsches Schwimmabzeichen – Bronze |
| --- | ----------------------------------- |
| - Kenntnis von Baderegeln - Sprung kopfwärts vom Beckenrand und 15 Minuten Schwimmen. In dieser Zeit sind mindestens 200 Meter zurückzulegen, davon 150 Meter in Bauch- oder Rückenlage in einer erkennbaren Schwimmart und 50 Meter in der anderen Körperlage (Wechsel der Körperlage während des Schwimmens auf der Schwimmbahn ohne Festhalten). - Einmal ca. 2 Meter Tieftauchen von der Wasseroberfläche mit Heraufholen eines kleinen Gegenstandes (z. B. kleiner Tauchring) - Ein Paketsprung vom Startblock oder 1-Meter-Brett | Schwimmabzeichen Bronze             |
| Deutsches Schwimmabzeichen – Silber |                                     |
| - Kenntnis von Baderegeln und Verhalten zur Selbstrettung (z. B. Verhalten bei Erschöpfung, Lösen von Krämpfen) - Sprung kopfwärts vom Beckenrand und 20 Minuten Schwimmen. In dieser Zeit sind mindestens 400 Meter zurückzulegen, davon 300 Meter in Bauch- oder Rückenlage, in einer erkennbaren Schwimmart und 100 Meter in der anderen Körperlage (Wechsel der Körperlage während des Schwimmens auf der Schwimmbahn ohne Festhalten). - Zweimal ca. 2 Meter Tieftauchen von der Wasseroberfläche mit Heraufholen je eines kleinen Gegenstandes (z. B. kleinen Tauchringen) - 10 Meter Streckentauchen mit Abstoßen vom Beckenrand im Wasser - Ein Sprung aus 3 Metern Höhe oder 2 verschiedene Sprünge aus 1 Meter Höhe | Schwimmabzeichen Silber             |
| Deutsches Schwimmabzeichen – Gold |                                     |
| - Kenntnis der: - Baderegeln - Hilfe bei Bade-, Boots- und Eisunfällen (Selbstrettung und einfache Fremdrettung) - Sprung kopfwärts vom Beckenrand und 30 Minuten Schwimmen. In dieser Zeit sind mindestens 800 Meter zurückzulegen, davon 650 Meter in Bauch- oder Rückenlage in einer erkennbaren Schwimmart und 150 Meter in der anderen Körperlage (Wechsel der Körperlage während des Schwimmens auf der Schwimmbahn ohne Festhalten). - Startsprung und 25 Meter Kraulschwimmen. - Startsprung und 50 Meter Brustschwimmen in höchstens 1 Minute und 15 Sekunden - 50 Meter Rückenschwimmen mit Grätschschwung ohne Armtätigkeit oder Rückenkraulschwimmen - 10 Meter Streckentauchen aus der Schwimmlage (ohne Abstoßen vom Beckenrand) - Tieftauchen von der Wasseroberfläche mit Heraufholen von drei kleinen Gegenständen (z. B. kleinen Tauchringen) aus einer Wassertiefe von etwa zwei Metern innerhalb von 3 Minuten mit höchstens 3 Tauchversuchen - ein Sprung aus 3 Metern Höhe oder 2 verschiedene Sprünge aus 1 Meter Höhe - 50 Meter Transportschwimmen: Schieben oder Ziehen | Schwimmabzeichen Gold               |

## Deutscher Schwimmpass und Jugendschwimmpass bis 2019
Bis 2019 wurde der Leistungsnachweis, jeweils dreistufig, getrennt als Deutscher Schwimmpass nur an Erwachsene und als Deutscher Jugendschwimmpass für Kinder und Jugendliche bis 18 Jahre vergeben.

### Deutscher Schwimmpass für Erwachsene
Bei den Schwimmbedingungen für den Deutschen Schwimmpass wurden die Höchstzeiten je Lebensdekade erhöht, erstmals mit dem vollendeten 30. Lebensjahr:
- um eine Minute beim 200-Meter-Schwimmen für das Deutsche Schwimmabzeichen Bronze
- um eine Minute beim 400-Meter-Schwimmen für das Deutsche Schwimmabzeichen Silber
- um 2 Minuten beim 1000-Meter-Schwimmen für das Deutsche Schwimmabzeichen Gold
- um 10 Sekunden beim 100-Meter-Schwimmen für das Deutsche Schwimmabzeichen Gold

#### Abzeichen und Leistungen (bis 31. Dezember 2019)
| Deutsches Schwimmabzeichen – Bronze | Deutsches Schwimmabzeichen – Bronze |
| --- | ----------------------------------- |
| - Sprung vom Beckenrand und mindestens 200 Meter Schwimmen in höchstens 7 Minuten (vgl. Altersdifferenzierung) - Kenntnis der Baderegeln | Schwimmabzeichen Bronze             |
| Deutsches Schwimmabzeichen – Silber |                                     |
| - Sprung vom Beckenrand und mindestens 400 Meter Schwimmen in höchstens 12 Minuten (vgl. Altersdifferenzierung) - zweimal ca. 2 Meter Tieftauchen von der Wasseroberfläche mit Heraufholen je eines Gegenstandes - 10 Meter Streckentauchen - 2 Sprünge vom Beckenrand (je 1 Sprung kopf- und fußwärts) - Kenntnis der Baderegeln und Maßnahmen der Selbstrettung | Schwimmabzeichen Silber             |
| Deutsches Schwimmabzeichen – Gold |                                     |
| - 1000 Meter Schwimmen in höchstens 24 Minuten für Männer und 29 Minuten für Frauen (vgl. Altersdifferenzierung) - 100 Meter Schwimmen in höchstens 1 Minute und 50 Sekunden für Männer und 2 Minuten für Frauen (vgl. Altersdifferenzierung) - 100 Meter Rückenschwimmen, davon 50 Meter mit Grätschschwung (Brustbeinschlagbewegung) ohne Armtätigkeit - Tieftauchen von der Wasseroberfläche (drei Tauchringe aus ca. 2 Metern tiefem Wasser in 3 Minuten bei maximal 3 Tauchversuchen) - 15 Meter Streckentauchen - Sprung aus 3 Metern Höhe oder 2 Sprünge aus 1 Meter Höhe (davon ein Sprung kopf- und ein Sprung fußwärts) - 50 Meter Transportschwimmen (Schieben oder Ziehen) - Kenntnis der Baderegeln - Hilfe bei Bade-, Boots- und Eisunfällen (Selbst- und einfache Fremdrettung) | Schwimmabzeichen Gold               |

### Deutscher Jugendschwimmpass
Der Deutsche Jugendschwimmpass war eine dreistufige Qualifikation im Schwimmen. Die Prüfungen zu den Schwimmabzeichen konnten von Jugendlichen bis 18 Jahren abgelegt werden. Der Deutsche Jugendschwimmpass wurde von der Deutschen Lebens-Rettungs-Gesellschaft (DLRG) entwickelt und löste 1978 die bislang in der Bundesrepublik gültigen Freischwimmer-Abzeichen, Fahrtenschwimmer-Abzeichen und Jugend-Schwimmschein (dokumentiert im Jugend-Schwimmpass) ab. Später wurde der Jugendschwimmpass auch in den Neuen Bundesländern ausgestellt.
Die Prüfungsleistungen waren in der damaligen Deutschen Prüfungsordnung Schwimmen/Rettungsschwimmen festgelegt. Herausgegeben werden diese von den im Bundesverband zur Förderung der Schwimmausbildung (BFS) zusammengeschlossenen Schwimmsport treibenden Verbänden. Die abgelegten Leistungen wurden im Deutschen Jugendschwimmpass durch berechtigte Prüfer bescheinigt.
Mit der ab dem 1. Januar 2020 gültigen neuen Prüfungsordnung entfiel die Trennung mehr zwischen Jugendschwimmabzeichen und Schwimmabzeichen. Es wurden ab Jahresbeginn 2020 mit einer einjährigen Übergangsfrist keine Jugendschwimmpässe mehr ausgegeben. Die Gestaltung der drei bisherigen Jugendschwimmabzeichen wurde für den neuen generellen Deutschen Schwimmpass übernommen.

#### Abzeichen und Leistungen (bis 31. Dezember 2019)
| Deutsches Jugendschwimmabzeichen – Bronze | Deutsches Jugendschwimmabzeichen – Bronze |
| --- | ----------------------------------------- |
| - Sprung vom Beckenrand und mindestens 200 m Schwimmen in höchstens 15 Minuten. - einmal ca. 2 m Tieftauchen von der Wasseroberfläche mit Heraufholen eines Gegenstandes - Sprung aus 1 m Höhe oder Startsprung - Kenntnis der Baderegeln | Jugendschwimmabzeichen Bronze             |
| Deutsches Jugendschwimmabzeichen – Silber |                                           |
| - Startsprung und mindestens 400 m Schwimmen in höchstens 25 Minuten, davon 300 m in Bauch- und 100 m in Rückenlage - 10 m Streckentauchen - zweimal ca. 2 m Tieftauchen von der Wasseroberfläche mit Heraufholen je eines Gegenstandes - Sprung aus 3 m Höhe - Kenntnis von Baderegeln und der Selbstrettung | Jugendschwimmabzeichen Silber             |
| Deutsches Jugendschwimmabzeichen – Gold |                                           |
| - 600 m Schwimmen in höchstens 24 Minuten - 50 m Brustschwimmen in höchstens 1 Minute und 10 Sekunden - 25 m Kraulschwimmen - 50 m Rückenschwimmen mit Grätschschwung ohne Armtätigkeit oder 50 m Rückenkraulschwimmen - 15 m Streckentauchen - Tieftauchen von der Wasseroberfläche mit Heraufholen von drei kleinen Tauchringen aus einer Wassertiefe von etwa zwei Metern innerhalb von 3 Minuten in höchstens 3 Tauchversuchen - Sprung aus 3 m Höhe - 50 m Transportschwimmen: Schieben oder Ziehen - Kenntnis der Baderegeln - Kenntnis über Hilfe bei Bade-, Boots- und Eisunfällen (Selbstrettung und einfache Fremdrettung) | Jugendschwimmabzeichen Gold               |

## Weitere Leistungsnachweise
- Rettungsschwimmabzeichen
- Deutscher Leistungsschwimmpass mit den Abzeichen „Hai“, Silber und Gold des Deutschen Schwimm-Verbandes (DSV)